# Plotting
Plotting (Japans: フリップル) is een computerspel dat werd ontwikkeld en uitgegeven door Taito. Het spel kwam in 1989 uit als aradespel en voor de NES. Later volgde ook ports voor andere homecomputers. Het spel bevat een tijdslimiet. 

## Platforms
| Jaar | Platform                                                          |
| ---- | ----------------------------------------------------------------- |
| 1989 | Arcade, NES                                                       |
| 1990 | Amiga, Amstrad CPC, Atari ST, Commodore 64, Game Boy, ZX Spectrum |

## Ontvangst
| Beoordeeld door | Platform    | Datum          | Score |
| --------------- | ----------- | -------------- | ----- |
| Amiga Joker     | Amiga       | november 1990  | 92%   |
| Your Sinclair   | ZX Spectrum | december 1990  | 84%   |
| CU Amiga        | Amiga       | september 1990 | 84%   |
| Amiga Format    | Amiga       | oktober 1990   | 81%   |
| Zzap!           | Amiga       | oktober 1990   | 69%   |
| Power Play      | Amiga       | december 1990  | 66%   |
| Power Play      | Game Boy    | juni 1990      | 61%   |
| Video Games     | Game Boy    | januari 1991   | 58%   |